# ゆめタウン大川
ゆめタウン大川（ゆめタウンおおかわ）とは、福岡県大川市にある株式会社イズミが運営するショッピングセンター。

## 主要テナント
- 宮脇書店
- ベスト電器
- ミスタードーナツ
- au Style
- ケンタッキーフライドチキン
- サーティワンアイスクリーム
- 酛蔵庄屋

## 交通アクセス
- 国道208号線
- 国道442号線
- 有明海沿岸道路大川東インターチェンジ
- 福岡県道・佐賀県道18号大牟田川副線
- 福岡県道765号鐘ヶ江酒見間線
- いちょう通り
- あおぎり通り